# Coppa Italia 1987-1988 (pallamano maschile)
La Coppa Italia di pallamano 1987-1988 è stata la 7ª edizione del torneo annuale organizzato dalla Federazione Italiana Gioco Handball.

Alla competizione parteciparono le dodici squadre della Serie A1 1987-1988 più le dodici squadre partecipanti alla Serie A2 1987-1988.

Il torneo fu vinto, per la prima volta nella sua storia, dal SSV Brixen Handball.

## Formula

### Prima fase
Consiste in un turno di qualificazione disputato con la formula dell'eliminazione diretta con incontri di andata e ritorno.

### Seconda fase
Le dodici squadre qualificate alla seconda fase vengono divise in tre gironi da quattro squadre, dove si disputano partite di sola andata tra le partecipanti al girone.

### Terza fase
Le prime classificate di ogni singolo girone giocano un raggruppamento a tre per decretare il vincitore della Coppa Italia.

## Squadre partecipanti

### Serie A1
- Bologna 1969
- Bozen
- Brixen
- Conversano
- Gaeta
- Imola

- Ortigia
- Pallamano Rimini
- Rovereto
- Rubiera
- Scafati
- Trieste

### Serie A2
- Benevento
- Città Sant'Angelo
- C.S. Esercito
- Follonica
- Fondi
- Mascalucia

- Messina
- Meran
- Modena
- Olimpia La Salle
- Prato
- Teramo

## Prima Fase
| Squadra 1     | Squadra 2 | Gara 1  | Gara 2   | Totale  |
| ------------- | --------- | ------- | -------- | ------- |
| C.S. Esercito | Rovereto  | Roma    | Rovereto | 37 - 49 |
| C.S. Esercito | Rovereto  | 17 - 26 | 20 - 23  | 37 - 49 |

| Squadra 1 | Squadra 2 | Gara 1  | Gara 2  | Totale  |
| --------- | --------- | ------- | ------- | ------- |
| Bozen     | Prato     | Bolzano | Prato   | 39 - 42 |
| Bozen     | Prato     | 16 - 21 | 23 - 21 | 39 - 42 |

| Squadra 1 | Squadra 2 | Gara 1  | Gara 2     | Totale  |
| --------- | --------- | ------- | ---------- | ------- |
| Modena    | Brixen    | Modena  | Bressanone | 24 - 53 |
| Modena    | Brixen    | 16 - 26 | 8 - 27     | 24 - 53 |

| Squadra 1 | Squadra 2 | Gara 1  | Gara 2  | Totale  |
| --------- | --------- | ------- | ------- | ------- |
| Trieste   | Meran     | Trieste | Merano  | 61 - 23 |
| Trieste   | Meran     | 28 - 12 | 33 - 11 | 61 - 23 |

| Squadra 1 | Squadra 2 | Gara 1  | Gara 2    | Totale  |
| --------- | --------- | ------- | --------- | ------- |
| Rubiera   | Follonica | Rubiera | Follonica | 61 - 42 |
| Rubiera   | Follonica | 33 - 19 | 28 - 23   | 61 - 42 |

| Squadra 1 | Squadra 2    | Gara 1  | Gara 2  | Totale  |
| --------- | ------------ | ------- | ------- | ------- |
| Fondi     | Bologna 1969 | Fondi   | Bologna | 33 - 36 |
| Fondi     | Bologna 1969 | 18 - 15 | 15 - 21 | 33 - 36 |

| Squadra 1 | Squadra 2         | Gara 1  | Gara 2            | Totale  |
| --------- | ----------------- | ------- | ----------------- | ------- |
| Imola     | Città Sant'Angelo | Imola   | Città Sant'Angelo | 52 - 36 |
| Imola     | Città Sant'Angelo | 25 - 16 | 27 - 20           | 52 - 36 |

| Squadra 1        | Squadra 2 | Gara 1  | Gara 2  | Totale  |
| ---------------- | --------- | ------- | ------- | ------- |
| Pallamano Rimini | Teramo    | Rimini  | Teramo  | 44 - 42 |
| Pallamano Rimini | Teramo    | 22 - 16 | 22 - 26 | 44 - 42 |

| Squadra 1        | Squadra 2  | Gara 1 | Gara 2 | Totale |
| ---------------- | ---------- | ------ | ------ | ------ |
| Olimpia La Salle | Conversano | nd     | nd     | 0 - 10 |
| Olimpia La Salle | Conversano | 0 - 5  | 0 - 5  | 0 - 10 |

| Squadra 1 | Squadra 2 | Gara 1  | Gara 2    | Totale  |
| --------- | --------- | ------- | --------- | ------- |
| Gaeta     | Benevento | Gaeta   | Benevento | 46 - 31 |
| Gaeta     | Benevento | 29 - 16 | 17 - 15   | 46 - 31 |

| Squadra 1 | Squadra 2 | Gara 1  | Gara 2  | Totale  |
| --------- | --------- | ------- | ------- | ------- |
| Scafati   | Messina   | Scafati | Messina | 33 - 53 |
| Scafati   | Messina   | 20 - 21 | 13 - 32 | 33 - 53 |

| Squadra 1 | Squadra 2  | Gara 1   | Gara 2     | Totale  |
| --------- | ---------- | -------- | ---------- | ------- |
| Ortigia   | Mascalucia | Siracusa | Mascalucia | 46 - 39 |
| Ortigia   | Mascalucia | 22 - 17  | 24 - 22    | 46 - 39 |

## Seconda fase

### Girone A

#### Risultati
| Squadra 1 | Squadra 2 | Risultato |
| --------- | --------- | --------- |
| Rovereto  | Brixen    |           |
| Rovereto  | Brixen    | 21 – 24   |
| Prato     | Trieste   |           |
| Prato     | Trieste   | 22 – 19   |
| Prato     | Brixen    |           |
| Prato     | Brixen    | 26 – 27   |
| Rovereto  | Trieste   |           |
| Rovereto  | Trieste   | 16 – 16   |
| Brixen    | Trieste   |           |
| Brixen    | Trieste   | 22 – 19   |
| Prato     | Rovereto  |           |
| Prato     | Rovereto  | 13 – 21   |

#### Classifica
|  | Pos. | Squadra  | Pt | G | V | N | S | GF | GS | D  | Note       |
|  | ---- | -------- | -- | - | - | - | - | -- | -- | -- | ---------- |
|  | 1.   | Brixen   | 6  | 3 | 3 | 0 | 0 | 73 | 66 | +7 | Terza fase |
|  | 2.   | Rovereto | 3  | 3 | 1 | 1 | 1 | 58 | 53 | +5 |            |
|  | 3.   | Prato    | 2  | 3 | 1 | 0 | 2 | 61 | 67 | -6 |            |
|  | 4.   | Trieste  | 1  | 3 | 0 | 1 | 2 | 54 | 60 | -6 |            |

### Girone B

#### Risultati
| Squadra 1        | Squadra 2        | Risultato |
| ---------------- | ---------------- | --------- |
| Rubiera          | Imola            |           |
| Rubiera          | Imola            | 29 – 25   |
| Bologna 1969     | Pallamano Rimini |           |
| Bologna 1969     | Pallamano Rimini | 24 – 24   |
| Imola            | Bologna 1969     |           |
| Imola            | Bologna 1969     | 21 – 24   |
| Pallamano Rimini | Rubiera          |           |
| Pallamano Rimini | Rubiera          | 18 – 18   |
| Pallamano Rimini | Imola            |           |
| Pallamano Rimini | Imola            | 25 – 26   |
| Rubiera          | Bologna 1969     |           |
| Rubiera          | Bologna 1969     | 27 – 22   |

#### Classifica
|  | Pos. | Squadra          | Pt | G | V | N | S | GF | GS | D  | Note       |
|  | ---- | ---------------- | -- | - | - | - | - | -- | -- | -- | ---------- |
|  | 1.   | Rubiera          | 5  | 3 | 2 | 1 | 0 | 74 | 65 | +9 | Terza fase |
|  | 2.   | Bologna 1969     | 3  | 3 | 1 | 1 | 1 | 70 | 72 | -2 |            |
|  | 3.   | Imola            | 2  | 3 | 1 | 0 | 2 | 72 | 78 | -6 |            |
|  | 4.   | Pallamano Rimini | 2  | 3 | 0 | 2 | 1 | 67 | 68 | -1 |            |

### Girone C

#### Risultati
| Squadra 1  | Squadra 2  | Risultato |
| ---------- | ---------- | --------- |
| Messina    | Ortigia    |           |
| Messina    | Ortigia    | 29 – 25   |
| Gaeta      | Conversano |           |
| Gaeta      | Conversano | 23 – 24   |
| Conversano | Ortigia    |           |
| Conversano | Ortigia    | 18 – 33   |
| Gaeta      | Messina    |           |
| Gaeta      | Messina    | 25 – 37   |
| Messina    | Conversano |           |
| Messina    | Conversano | 33 – 21   |
| Ortigia    | Gaeta      |           |
| Ortigia    | Gaeta      | 26 – 18   |

#### Classifica
|  | Pos. | Squadra    | Pt | G | V | N | S | GF | GS | D   | Note       |
|  | ---- | ---------- | -- | - | - | - | - | -- | -- | --- | ---------- |
|  | 1.   | Messina    | 6  | 3 | 3 | 0 | 0 | 99 | 71 | +28 | Terza fase |
|  | 2.   | Ortigia    | 4  | 3 | 2 | 0 | 1 | 84 | 65 | +19 |            |
|  | 3.   | Conversano | 2  | 3 | 1 | 0 | 2 | 63 | 89 | -23 |            |
|  | 4.   | Gaeta      | 0  | 3 | 0 | 0 | 3 | 66 | 86 | -20 |            |

## Terza fase

### Risultati
| Squadra 1 | Squadra 2 | Risultato |
| --------- | --------- | --------- |
| Messina   | Rubiera   |           |
| Messina   | Rubiera   | 27 – 31   |
| Messina   | Brixen    |           |
| Messina   | Brixen    | 21 – 25   |
| Rubiera   | Brixen    |           |
| Rubiera   | Brixen    | 16 – 17   |

### Classifica
|  | Pos. | Squadra | Pt | G | V | N | S | GF | GS | D  | Note      |
|  | ---- | ------- | -- | - | - | - | - | -- | -- | -- | --------- |
|  | 1.   | Brixen  | 4  | 2 | 2 | 0 | 0 | 42 | 37 | +5 | Vincitore |
|  | 2.   | Rubiera | 2  | 2 | 1 | 0 | 1 | 47 | 44 | +3 |           |
|  | 3.   | Messina | 0  | 2 | 0 | 0 | 2 | 48 | 56 | -8 |           |